# David Martin (Theologe)

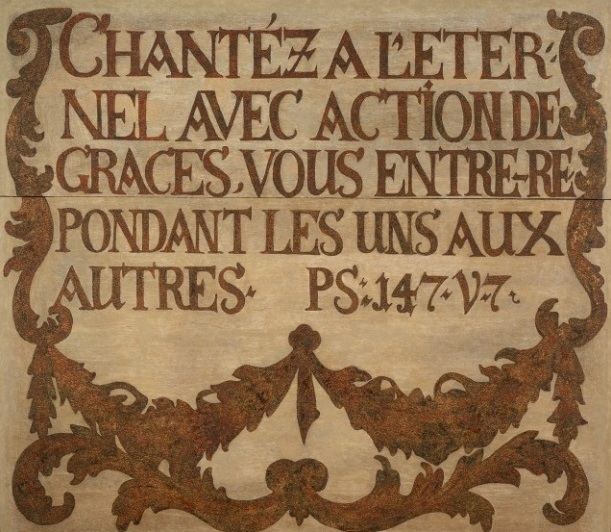
In der Reformierten Kirche von Celle wurde im Jahr 1999 auf einer Holztafel die französische Inschrift des in der Fassung von David Martin wiederentdeckt und restauriert.

David Martin (* 7. September 1639 in Revel; † 9. September 1721 in Utrecht) war ein französischer protestantischer Theologe, der insbesondere durch seine Revision der französischen Bible de Genève bekannt wurde.

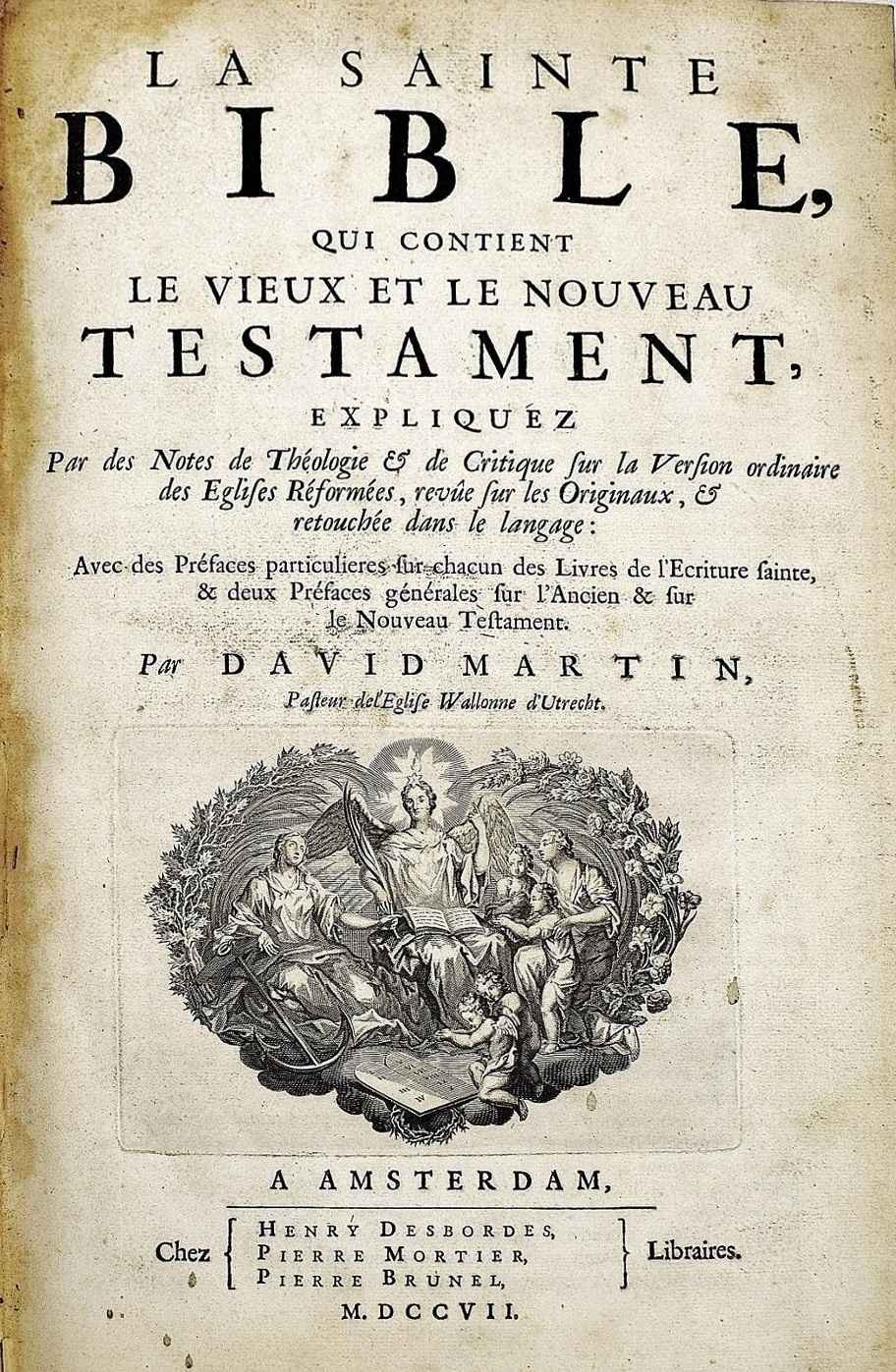
Die Bible von Martin David, gedruckt in Amsterdam im Jahr 1707

## Leben und Wirken
Er studierte in Montauban, Nîmes und in Puylaurens. Im Jahr 1663 übernahm er das Pastorenamt der Kirche in Espérausses. Von 1670 an war er Pastor der Kirchengemeinde von Lacaune. Aufgrund des Widerrufs des Ediktes von Nantes im Jahr 1685 flüchtete er in die Niederlande. Durch die Zuwanderung der Hugenotten in dieser Zeit entwickelten sich die Niederlande, insbesondere Amsterdam, neben Genf in der Schweiz, zu einem zweiten Zentrum des reformierten Geisteslebens. Dort in Utrecht konnte Martin seine Pastorentätigkeit wieder aufnehmen. Mehrere Berufungen als Theologieprofessor an verschiedene Universitäten lehnte er ab.
Ende des 17. Jahrhunderts übertrug die Synode der wallonischen Kirche David Martin die Aufgabe, die Bible de Genève sprachlich zu modernisieren, sie also der zeitgenössisch gesprochenen französischen Sprache anzugleichen. 1696 veröffentlichte David Martin seine Überarbeitung des Neuen Testaments. Martin arbeitete über zehn Jahre an der vollständigen Bibelrevision. 1707 erschien schließlich die „Bible Martin“ beim führenden Buchhändler Desbordes, Mortier und Brunel in Amsterdam. 1712 veröffentlichte David Martin offenbar noch eine Überarbeitung seiner Bibel.
Bis zu seinem Tod veröffentlichte David Martin eine ganze Anzahl von theologischen Werken sowie eine Grammatik der französischen Sprache. Martin starb an einer Fiebererkrankung im Jahr 1721. Seine Bibel-Revision der Bible de Genève war auch nach seinem Tod noch weiter erfolgreich und wurde mehrfach neu aufgelegt. 1727 ließ so auch der Buchhändler Jonas Korte die Bibel von David Martin in Leipzig nachdrucken. Korte verkaufte seine Auflage in Flensburg und Altona offenbar hauptsächlich an nach Dänemark geflüchtete Hugenotten. 1736 erschien außerdem eine Revision der „Bible Martin“ von Pierre de Roques (1685–1748), einem Pfarrer aus Basel. 1746 erschien zudem eine Revision der „Bible Martin“ von Samuel Scholl, einem Pfarrer aus Bienne.

## Werke
- Le Nouveau Testament, 1696 (Martins französische Übersetzung des Neuen Testaments aus dem Jahr 1696)
- Rome convaincue d’avoir usurpé tous les droits qu’elle s’attribue injustement sur l’Église chrétienne, Utrecht, 1700
- La Sainte Bible, 1707 (Martins vollständige Übersetzung der Bibel)
- Histoire du Vieux et du Nouveau Testament, Amsterdam 1700 (Geschichte des Alten und Neuen Testaments)
- Sermons sur divers textes de l’Écriture Sainte, Amsterdam 1708
- L’excellence de la foy et de ses effets expliqués en XX sermons sur Héb. XI, Amsterdam 1710
- Traité de la religion naturelle, 1713 (Traktat der Natürlichen Religion)
- Le vrai sens du psaume CX, opposé à l’application qu’en a faite à David l’auteur [Jean Masson] de la Dissertation ins. dans les trois premiers vol. de l’Hist. critique de la républi. des lettres, Amsterdam 1715 (Der wahre Sinn des 110. Psalms, im Gegensatz zur Darstellung von John Masson)
- Deux dissertations critiques: la 1re sur I Jean V, 7, dans laquelle on prouve l’authenticité de ce texte; la 2e sur le passage de Josèphe touchant J.-Ch., où l’on fait voir que ce passage n’est point supposé, Utrecht, 1717
- Traité de la religion révélée, 1719 (Traktat der Offenbargungsrelgion)
- La Sainte Bible, Qui Contient Le Vieux Et Le Nouveau Testament, 1760 (Digitalisat)